# 韦恩·亨德森
韦恩·亨德森（英語：Wayne Henderson，1939年9月24日—2014年4月5日）是一名美国灵魂爵士和硬波普的小号手和制作人。1961年，他合作创建了爵士十字军乐队。
2014年，他因病死于加州，享年74岁。